# 小倉唯のyui*room
『小倉唯のyui＊room』（おぐらゆいのユイルーム）は、2017年7月3日から2022年3月28日まで声優の小倉唯をパーソナリティに据えて文化放送にて放送されていたラジオ番組である。

## 概要
小倉唯がパーソナリティを務めるラジオ番組。冒頭で「お部屋でまったりとくつろぐような感じでゆるりとお届けしていくラジオ番組です」と紹介して番組がスタートする。
前番組『ゆいかおりの実♪』（2010年（文化放送地上波では2014年4月から） - 2017年6月）では石原夏織とのユニット、ゆいかおりで番組を進行していたが、ゆいかおりの活動休止で同番組が終了となり、小倉の単独進行として本番組が開始した。
2021年5月3日の201回目より放送後に「小倉唯 YouTube OFFICIAL CHANNEL」でアーカイブが公開されるようになった。
2022年3月28日（27日深夜）をもって放送終了する事を同年3月7日（6日深夜）の放送で報告した。また小倉自身は同年の夏に所属レコード会社をキングレコードから日本コロムビアに移籍している。

## 主なコーナー
コーナーメール採用者には、番組オリジナルステッカーが贈呈される。
普通のお便り
リスナーからのお便りを紹介。
フリートーク
パーソナリティの最近の出来事などを話す。
曲リクエスト
リスナーから楽曲のリクエストを受け付ける。
今月のクエスチョン
唯が聞きたいことを月ごとに決めてリスナーに募集。
唯のメイクルーム
リスナーから美に関する質問を受け付け、小倉のセンスでアドバイスする。
深夜の唯グルメ
不定期でゆいの部屋に来る食事をレポート。
アプリルーム
リスナーからのオススメのアプリを紹介してもらう。
かってに♡道場破り!
もしかしたら一生続けられる趣味になるかもしれないことに挑戦・検証していくコーナー。完成品を実際にハンドメイド作品販売サイトに売り出すこともある。
モグラ唯の小倉唯日記
小倉唯をライバルだと思っているヤンデレキャラの「モグラ唯」が、最近の小倉唯について辛口コメントをする。最後に小倉唯を点数で評価する。単位はミミズ。なおモグラ唯は、このコーナー宛てに「勝手にメール送ってくるなモグ」と語っているが、たまにリスナーからこのコーナー宛てにメールが送られてくる事もある。アーカイブ公開以前までPUFFYの「モグラ」がコーナーのテーマ曲として使用されていた。
ヨノマトペ☆オノマトペ
世の中にあるもの全ての名前を、オノマトペで名付けし直していくコーナー。
これがDestiny
リスナーに運命を感じた時の出来事　(恋愛以外の広い意味で)を送ってもらい、小倉の独断で出来事を色を決めてその色の糸を使って世界にひとつだけのマフラーを作る企画。

### 過去のコーナー
唯のどちらにしようかな
ちょっとした知識を学べるかも知れない二択のクイズを募集。どちらが正解か迷うようなクイズに挑戦してポイントを獲得していく。
唯が聞きます!
お悩み相談コーナー。
ゆいごころを掴め!
日常起こりうる様々な事象において、どうすれば小倉唯の心を掴めるのかを、リスナーに考えてもらうコーナー。
未来悩み
リスナーはこれからの未来で起こるしれない悩みごとやトラブルを想像して送り、小倉唯が真剣にアドバイスするコーナー。

## テーマソング

### オープニングテーマ
- ｢アコガレCollection！｣（#1 - #86,#247/アルバム『Cherry Passport』より）
- ｢ピーナッツ！｣（#87 -  #246,#248/アルバム『ホップ・ステップ・アップル』より）

### エンディングテーマ
- ｢エブリデイ☆ハッピーデイ」（#1 - #37,#247/アルバム『Cherry Passport』より）
- ｢ずっとふたりで｣（#38 - #86/シングル『白く咲く花』より）
- ｢Hopeful Days｣（#87 - #246,#248/アルバム『ホップ・ステップ・アップル』より）

## ゲスト
2017年
- 8月21日 #8 日高里菜

2018年
- 8月13日 #59 上坂すみれ

2019年
- 3月4日 #88 村井美月（株式会社ワークスプランニング 代表取締役/栄養学講師／食生活・睡眠リズム改善トレーナー）

2021年
- 8月15日 #216 愛美・上坂すみれ・太田夢莉（NMB48）・超ときめき♡宣伝部・日高里菜・水瀬いのり（いずれも誕生日コメントゲスト）

2022年
- 1月2日 #236 Arjuna（占い師・鑑定師）

## 公開録音
2019年5月18日に東京都千代田区外神田の神田明神ホールにて当番組の放送100回を記念した公開録音イベントが行われた。小倉の3rdアルバム「ホップ・ステップ・アップル」初回製造分に本イベントの応募シリアルナンバーが封入されている。